# Cielo

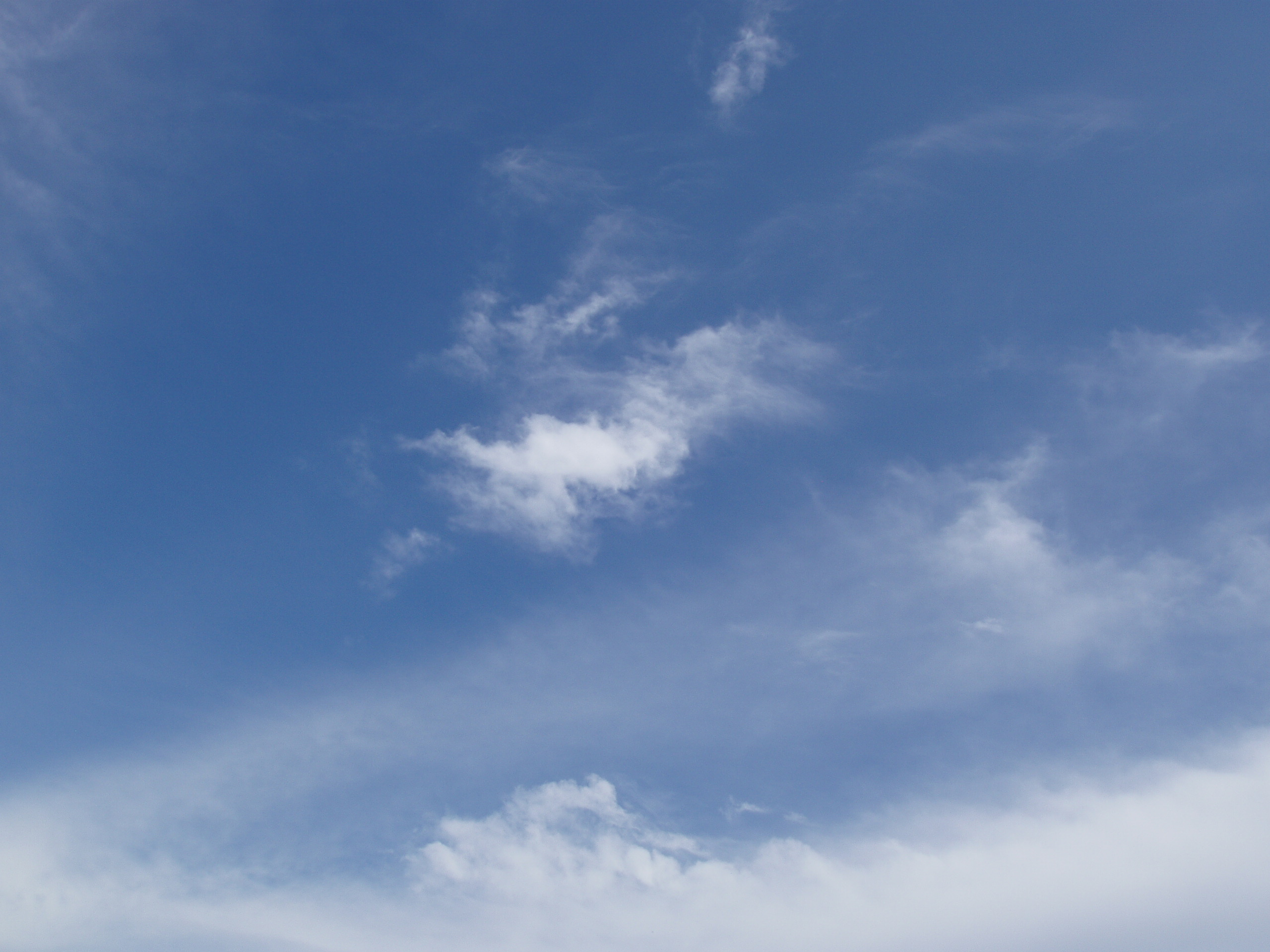
Il cielo azzurro

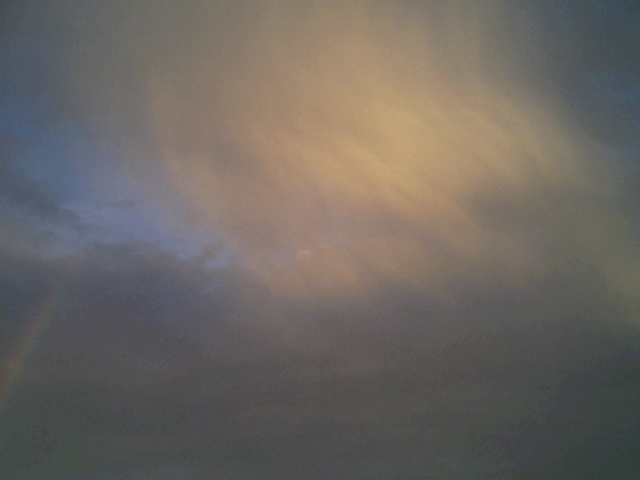
Foto del cielo tra nuvole, alba e arcobaleno

Il cielo è lo spazio siderale percepibile della Terra o, per estensione, da un qualsiasi altro corpo celeste, visto dalla superficie. In presenza di una atmosfera si presenta con colori diversi a causa della rifrazione e diffusione della luce nell'atmosfera. 
Nel caso specifico del cielo terrestre, si presenta di colore variabile a causa dell'atmosfera terrestre e delle differenti condizioni di luce dipendenti da posizione geografica, quota, ora del giorno e periodo dell'anno. 
Generalmente di giorno il cielo appare di colore azzurro perché le molecole d'aria diffondono lunghezze d'onda della luce solare più corte rispetto a quelle più lunghe, di cui fanno parte le sfumature rosse o gialle all'alba e al tramonto. In caso di fenomeni meteorologici in corso, come il semplice maltempo, o fenomeni particolari che ne compromettono la limpidezza, per esempio caligine prodotta da incendi boschivi, esso assume una colorazione grigiastra, più o meno scura. Se il cielo ha condizioni pressoché perfette, in direzione del Sole è possibile vedere il celeste puro, il celeste convenzionale, il colore del cielo ideale. Quando non vi siano nuvole, sia di giorno sia di notte è possibile vedere la Luna quando è sopra l'orizzonte e, di notte, le stelle. Di notte infatti il cielo senza luce solare appare nero ed è quindi possibile distinguere la luce delle stelle che di giorno non sono visibili in quanto la loro minor intensità luminosa viene "coperta" dalla luce solare: in questo caso si parla di cielo stellato.
Il colore azzurro del cielo è più scuro in alta montagna, a causa della minore densità dell'atmosfera. Sulla Luna, e su tutti i corpi celesti dove l'atmosfera manca del tutto, il "cielo" è perennemente nero.

## Etimologia
Il termine "cielo" deriva dal latino coelum o caelum, a seconda delle forme, e queste sembrano correlate rispettivamente al greco κοῖλος (koilos) con il significato di «cavo», «incavato», e si rifà a una radice ku- con il senso di «essere convesso», paragonabile al modo di dire italiano «volta celeste»; oppure al verbo caedo ossia «tagliare» perché gli astrologi dividevano il cielo in regioni.

### I nove cieli

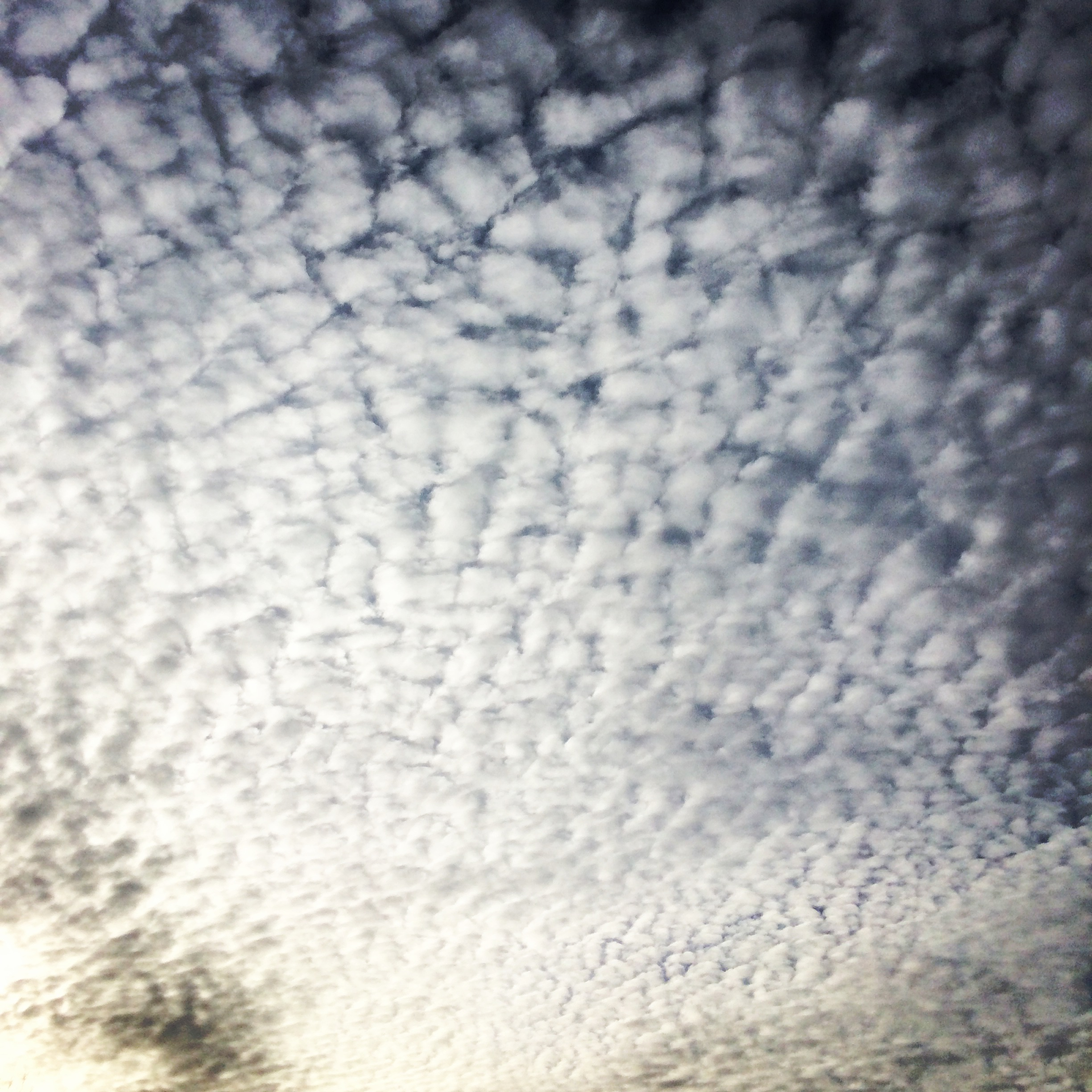
Un cielo pieno di nuvole sopra gli Appennini

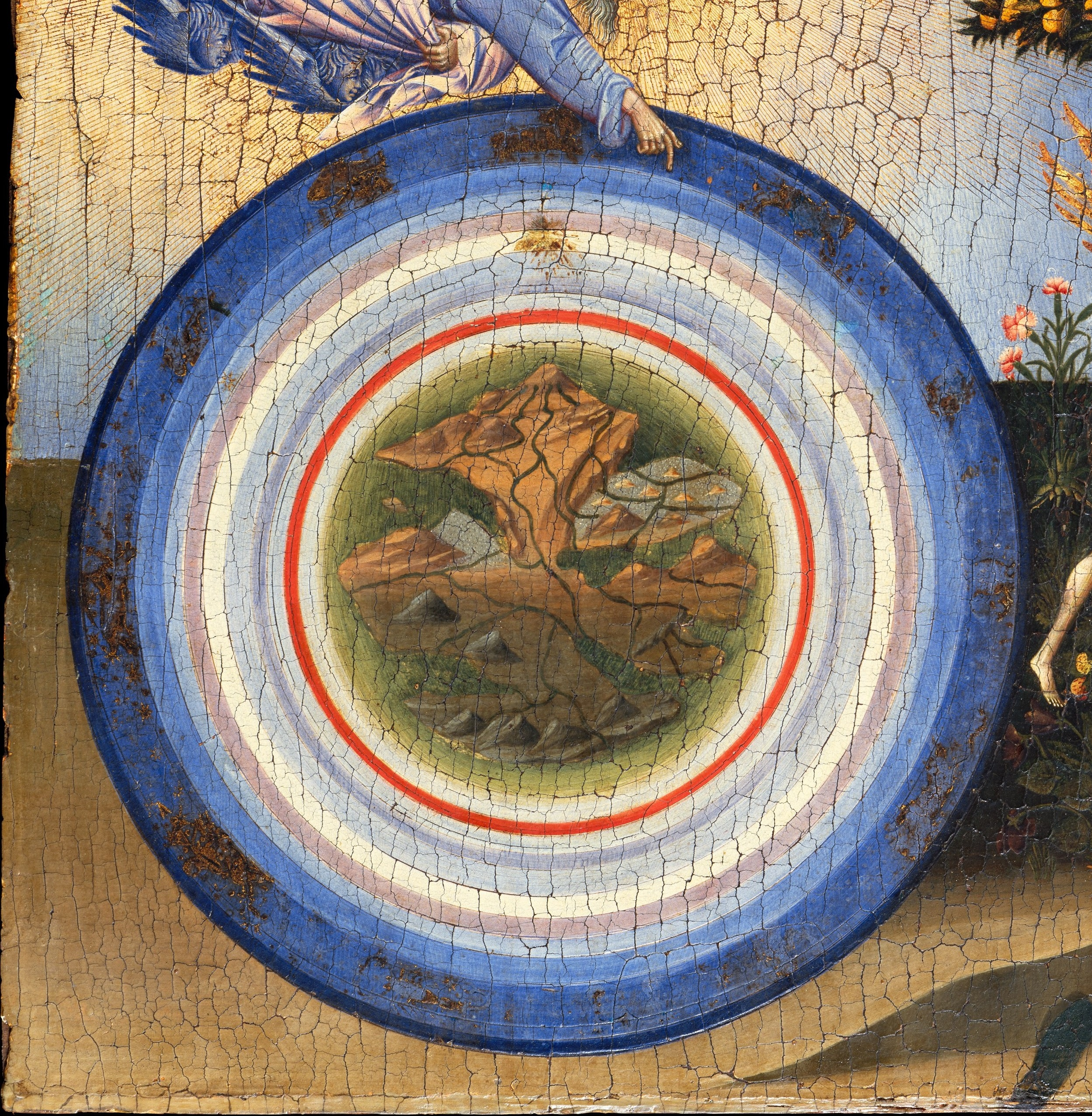
Mappa dei nove cieli ruotanti intorno alla Terra, opera di Giovanni di Paolo (1445)

Da sempre associato alla trascendenza e alla spiritualità, nell'antichità e per tutto il Medioevo si riteneva che il cielo fosse fatto di cristallo, cioè di un elemento trasparente e incorruttibile, che Platone e Aristotele chiamavano «etere». Osservando lo spostamento dei pianeti, si pensava inoltre che il cielo fosse composto da più strati, cioè che i vari pianeti fossero collocati su delle rispettive sfere in movimento, simili a orbite, ognuno incastonato come una gemma in una di esse. Queste sfere, concentriche tra loro, e al cui centro si trovava la Terra, venivano appunto chiamate cieli, e ciascuna prendeva il nome dal pianeta che trasportava: vi erano quindi, dall'interno verso l'esterno, il cielo della Luna, il cielo di Mercurio, quello di Venere, del Sole, di Marte, di Giove, di Saturno: allora i pianeti conosciuti erano sette; anche la Luna e il Sole erano considerati pianeti, mentre la Terra non lo era. 
Vi era poi, all'esterno di tutti, un ottavo cielo, detto delle stelle fisse, nel quale erano fissate le stelle più lontane; i teologi medievali aggiunsero inoltre un nono cielo, detto Primum mobile, e infine l'Empireo, sede di Dio. Si riteneva anche che ciascun cielo venisse mantenuto in movimento dalle gerarchie degli angeli a ciò deputati, chiamati anche intelligenze motrici: poteva esservi un angelo per ogni cielo, o anche uno per ogni singolo movimento del pianeta, poiché secondo il modello di Tolomeo il moto di ogni cielo era dato dalla somma di più movimenti semplici.
La rivoluzione astronomica operata da Niccolò Copernico e Newton ha sostituito la visione dei cieli o delle sfere orbitanti con la traiettoria delle orbite percorse dai rispettivi pianeti. La perdita della concezione animistica dei cieli, sebbene sostenuta ancora da Keplero, Paracelso, Bruno, ha indotto a spiegare il movimento degli astri sulla base del cosiddetto principio di inerzia, secondo il quale essi avrebbero la capacità di mantenersi in perpetuo movimento da soli senza l'intervento di intelligenze angeliche. Di nuovo Hegel, polemizzando contro Newton, sosteneva che i pianeti «si muovono come Dèi per l'aria leggera», che il sistema solare è un «essere animato», e che invece il meccanicismo si basa soltanto sulla «morta materia», ovvero sulla «morte che chiamano forza di inerzia».
Oggi è rimasta una traccia dell'antica cosmologia medievale nell'espressione «essere (o salire) al settimo cielo», che significa «raggiungere il massimo della felicità».
La separazione tra scienza e religione, tra dimore fisiche e dimore spirituali, ha indotto comunque l'esegesi moderna a guardare all'altezza del cielo come «profondità» dell'anima, riprendendo l'etimologia del latino altus che significa sia «alto» sia «profondo». In tal senso, non viene negata la struttura metafisica dell'universo, nella quale Dio è il centro e la fonte della vita che viene trasmessa e distribuita mediante i vari «Cieli».

## Perché il cielo è azzurro?

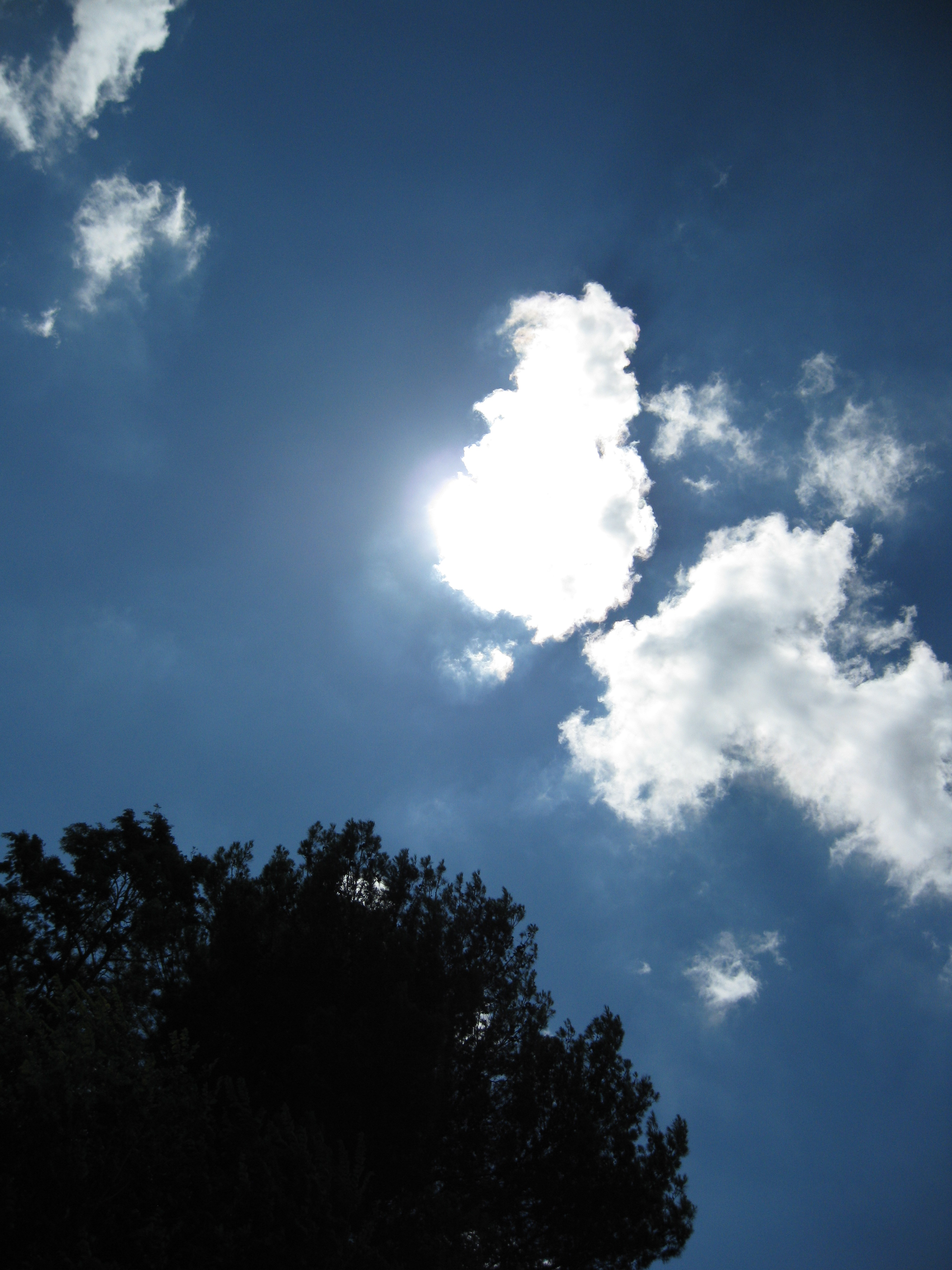
Cielo sfumeggiato da nuvole e dal sole accompagnato da un albero in primo piano

La luce visibile di colore bianco che proviene dal Sole è formata dalla sovrapposizione di onde elettromagnetiche di lunghezza d'onda variabile e da noi percepita come violetta, fino alla radiazione che ci appare rossa, passando per il blu, il verde, giallo e arancione. La luce blu è diffusa in tutte le direzioni per via della sua lunghezza d'onda più corta (più essa è corta e più la luce viene dispersa), ed è quindi rifratta dalle più piccole particelle degli strati più alti dell'atmosfera, al contrario degli altri colori. In qualunque direzione si osservi, una frazione di questa luce giunge ai nostri occhi. Infatti il cielo ci appare blu. Il fenomeno della diffusione che colora il cielo e le nuvole è stato studiato da John William Strutt Rayleigh e prende il nome di scattering di Rayleigh. In realtà, poiché il Sole emana radiazione lungo tutto lo spettro elettromagnetico, è la luce viola quella che viene dispersa di più, avendo lunghezza d'onda inferiore, dunque il cielo dovrebbe apparire viola, ma l'occhio umano non dispone della sensibilità necessaria a percepirla; inoltre, gran parte della luce viola viene assorbita dall'atmosfera. Anche le nubi sono sottoposte a un fenomeno affine, quello della riflettanza: poiché composte da particelle d'acqua o di ghiaccio, riflettono la luce solare che è bianca (il bianco è l'insieme di tutti i colori), e così le nubi più alte, come i cirri, composte principalmente da ghiaccio (elevatissima riflettanza) sono pressoché bianche, mentre le nubi a estensione verticale (cumulonembi) o più basse possono apparire scure in quanto composte da gocciole d'acqua (minore riflettanza) che si addensano prima del maltempo, aumentandone la densità e riducendone la riflettanza, oppure perché, se troppo dense, la luce non riesce ad attraversarle fino alla base, che apparirà grigia.
I colori del cielo, su un pianeta, dipendono dalla composizione atmosferica, dalla sua densità e dalla sua rarefazione.
Il cielo non esibisce le stesse gradazioni. Molteplici fattori sulla Terra ne influenzano le tonalità: la nuvolosità, la quantità di umidità atmosferica, di pulviscolo (aerosol), l'altezza del Sole (e dunque stagione, latitudine, nonché quantità di luce solare), l'ora del giorno, eventi naturali come eruzioni vulcaniche di grande intensità (le eruzioni del Tambora del 1815 e del Krakatoa del 1883 sono ritenute causa di suggestivi albe/tramonti che ispirarono artisti del calibro di William Turner e di Edvard Munch), incendi dolosi o colposi, e, ultimo ma non meno importante, l'inquinamento atmosferico. Ad esempio, se il cielo esibisce fattori meteorologici particolarmente intensi, come giornate estive particolarmente torride con umidità eccessiva e vapore acqueo o addirittura a caligine provocata da incendi boschivi, il suo colore tende al grigiastro-biancastro a causa di un effetto cappa su una regione. In caso di nevicate, il cielo si mostra tendente al bianco per la forte riflettanza da parte di nubi composte da ghiaccio e della neve stessa. Si pensi anche al caso in cui forti venti trasportano sabbia dal deserto, come nel caso di giornate con forte scirocco nel Mediterraneo, il che comporta gradazioni in cielo tra il giallo e l'arancione.
Il cielo, in condizioni normali, di giorno esibisce blu, azzurro e celeste; generalmente, il cielo appare blu verso lo zenit, azzurro tra zenit e orizzonte e celeste all'orizzonte, dove l'effetto scattering è maggiore, diffondendo la luce solare con alta incidenza con prevalenza di sfumature vicino al bianco. Senza riferimenti a tonalità specifiche, in linea generale, il cielo mediamente illuminato delle stagioni fredde tende al blu o all'azzurro, mentre quello molto illuminato tende al celeste; un cielo limpido col Sole molto alto tende al blu, mentre un cielo col Sole ad altezza intermedia, con la mescolanza tra il chiarore dell'orizzonte e la luce diretta del Sole mostra tonalità di celeste. Il cielo estivo, anche al mezzogiorno solare, con l'elevata altezza del Sole che massimizza la luce solare, non è blu, ma azzurro-celeste.
Prima dell'alba, quindi della levata del Sole, si verifica la cosiddetta ora blu, con luce crepuscolare in quanto la luce solare giunge indirettamente, mostrando gradazioni tra il blu scuro e il violetto. Dall'alba alle prime ore del mattino, quando il Sole è basso, la sua luce, prima di raggiungere i nostri occhi, deve attraversare un maggior spessore di atmosfera rispetto a quando è alto, quindi la luce blu viene diffusa maggiormente in aria e ci raggiunge solo la luce rossa/arancione tipica dell'alba (e del tramonto) provocando il fenomeno dell'ora dorata; ora blu e dorata accompagneranno anche il calar del Sole.
Se il cielo è soleggiato, limpido e sereno, ovvero esibisce condizioni atmosferiche ottimali (assenza o quantità ottimale di inquinamento, aerosol/particolato atmosferico con indice di qualità dell'aria, l'AQI, buono o almeno moderato, assenza di nebbia, foschia, smog, pulviscolo atmosferico, ottimale quantità di umidità, assenza o bassa presenza di nubi) che impediscono saturazione, è possibile vedere sfumature di celeste puro (#b2ffff), una gradazione chiara del ciano che può essere considerata il celeste convenzionale e il colore del cielo ideale, perpendicolarmente al Sole, verso l'orizzonte o più ampiamente tra Sole e orizzonte quando l'emisfero è inclinato verso il Sole, tanto al mattino quanto al pomeriggio, quando l'astro è alto, a una certa prossimità del mezzogiorno solare o vero (senza la prevalenza del blu tipico del mezzogiorno stesso e dei colori caldi delle ore dell'alba e tramonto), persino in quelle parti dell'anno e latitudini ove la massima elevazione del Sole in cielo non riesce a essere intermedia tra punto zenitale e orizzonte. In genere, nella regione del cielo compresa tra il Sole e l'orizzonte quando la stella si avvicina al mezzogiorno solare o inizia a discendere nelle prime ore pomeridiane (dunque nelle ore intermedie della giornata), le gradazioni che si osservano sono tonalità di azzurro chiaro per la diretta esposizione alla luce solare con elevati valori di luce verde e blu (il colore primario che si diffonde con più efficacia nel cielo), oppure gradazioni di celeste polvere/pallido quando nelle stagioni con la massima elevazione solare, mentre le tonalità del ciano, che contiene 100% di luce blu e verde e a cui appartiene il celeste puro, non si esibiscono se non, talora, all'orizzonte in direzione del Sole, ove in particolare si manifesta soprattutto il celeste polvere nel mattino; ma il celeste puro stesso e gradazioni affini possono essere visibili anche in tutta la vasta regione tra il Sole e l'orizzonte (specialmente all'orizzonte, ove il bagliore è massimo e sono più manifeste le sfumature del ciano) quando, con l'emisfero inclinato verso il Sole, la luce solare è ottimizzata e il tempo atmosferico è pressoché perfetto, sempre nelle ore intermedie del mattino e del pomeriggio, col Sole alto, ma non talmente da ottimizzare il blu, ciò che accade nelle ore centrali. Ammesse le condizioni di cielo limpido e terso, le maggiori probabilità di evincerne la presenza avvengono proprio nelle stagioni calde, soprattutto in estate, quando vi è l'effetto congiunto tra massima incidenza solare per la maggiore prossimità del Sole al punto zenitale nell'anno, maggiori ore di luce e bassa umidità relativa: la luce solare, che è bianca in quanto contiene tutte le componenti dello spettro elettromagnetico, viene diffusa più uniformemente (il celeste puro contiene 100% di luce blu e verde e quasi il 70% di rosso). Nelle stagioni calde, in special modo durante la stagione estiva, infatti, è più facile vedere gradazioni di celeste puro e affini nelle ore intermedie del mattino e del pomeriggio all'orizzonte e persino diffusamente in tutta la regione tra il Sole e l'orizzonte stesso, ove è più evidente con la massima brillantezza tra le sfumature chiare del ciano; in particolare, nel mattino in direzione del Sole finché la stella non è prossima al mezzogiorno vero, quando, riducendosi, si mostrerà solo all'orizzonte, mentre nel pomeriggio si esibisce quando, al contrario, l'astro inizia a discendere, mescolandosi all'orizzonte nel massimo splendore con le tonalità calde/dorate del tramonto che iniziano a prevalere gradualmente, mostrandosi ai lati del Sole durante l'ora dorata; tuttavia, nelle ore centrali del giorno, raggiungendo il Sole la massima prossimità allo zenit nell'anno, non è possibile vederle per la diffusione ottimale di luce blu, ma il cielo, molto illuminato, mostra tonalità di "celeste" in senso largo che non di azzurro o blu. Al contrario, nelle stagioni fredde, con un'altezza del Sole pressoché bassa o approssimativamente intermedia tra orizzonte e zenit anche al mezzogiorno solare, appare più probabile constatarle verso le ore centrali della giornata in genere verso l'orizzonte, dove le gradazioni del ciano sono più chiare, ma può essere difficile osservarle dati i fattori meteorologici più instabili che caratterizzano queste parti dell'anno; il cielo, con la minore illuminazione, tende al blu o all'azzurro. Essendo piuttosto difficile una simultanea presenza di tutti i fattori di limpidezza del cielo, esso assume sovente gradazioni affini a un altro celeste convenzionale, un azzurro piuttosto denso con 100% di blu, simile al colore del cielo in prossimità dello zenit (#99cbff).
Nelle ore centrali della giornata cominciano a prevalere, verso le direzioni dell'orizzonte, le altre varianti complementari simili al celeste pallido (CCFFFF) e a quello velato (CCE6E6) che accompagnano quello polvere (E6FFFF), che si mostra sin dal mattino in direzione del Sole, se le condizioni meteorologiche sono ancora ottimali. Sfumature di celeste velato e opaco, infine, si mostrano anche in caso di maltempo o di cielo più o meno nuvoloso; quello opaco, in particolare, quando appaiono sprazzi di cielo libero tra le nubi grigie.
Al tramonto, in direzione del Sole (quindi a ovest, con un'ampia vista ad angolo piatto da nord a sud), si ripete il medesimo meccanismo dell'alba con l'ora dorata e il cielo appare rosso/arancione, esibendo anche sfumature di verde/turchese/ciano/celeste nella parte superiore dell'astro e tra il blu scuro e il violetto altrove; allo stesso modo, dopo il tramonto si ripete anche l'ora blu; tonalità di celeste puro e complementari (in particolare, celeste polvere e pallido), seppur meno luminose in quanto la luce solare non incide direttamente, ma comunque molto chiare e tenui, diventano allo stesso modo visibili nel pomeriggio ad angolo piatto all'orizzonte opposto rispetto al tramonto (quindi a est, da nord a sud) finché, assieme a sfumature prima arancioni e infine rosa/lilla dell'ora blu e della cosiddetta cintura di Venere, non si accompagneranno al calar del Sole. 
È doverosa una nota. A ben guardare, alba e tramonto esibiscono solo tonalità simili in cielo, non esattamente uguali giacché l'alba appare tendenzialmente gialla/blu/violetta, mentre il rosso esibisce decisamente gradazioni più calde, arancioni/rosse. Sebbene il meccanismo della diffusione della luce solare in cielo sia universalmente il medesimo, ovvero l'effetto Rayleigh, va considerato che l'alba è preceduta, specialmente nelle stagioni intermedie o più fredde, da una sensibile riduzione della temperatura con conseguente aumento drastico dell'umidità atmosferica; il tramonto, di contro, avviene quando gli strati dell'atmosfera sono stati decisamente riscaldati durante il giorno con riduzione dell'umidità nell'aria a cui si coniuga la rilevante presenza di aerosol/pulviscolo/inquinanti (che di notte si depositano in parte) dovuti soprattutto all'attività artificiale che rafforza l'assorbimento della banda del blu, più corta, e la prevalenza di quelle più lunghe, con i colori più intensi e scuri del tramonto. Gli strati di aria più freschi e umidi, e la presenza minore di materiale durante la notte permettono una diffusione migliore di luce blu nell'alba.
Tutto questo vale approssimativamente in tutte le regioni geografiche della Terra comprese tra l'equatore e i due circoli polari. Nelle due regioni polari, il Sole resta basso durante tutto il corso dell'anno, con un'elevazione massima di 46°54' nei solstizi estivi lungo le due circonferenze polari (artica e antartica), il che comporta tonalità in cielo, per la maggior parte dell'anno, che rammentano i colori caldi di alba/tramonto, specialmente col fenomeno del Sole di mezzanotte, o piuttosto scure, crepuscolari.
Mitologia
Molte mitologie hanno divinità specialmente associate al cielo. Nella religione egizia, il cielo era divinizzato come la dea Nut e come il dio Horus. Dyeus è riconosciuto come il dio del cielo, o il cielo personificato, nella religione proto-indoeuropea, da cui Zeus, il dio del cielo e del tuono nella mitologia greca e il dio romano del cielo e del tuono Giove. Nella mitologia aborigena australiana, Altjira (o Arrernte) è il principale dio del cielo e anche il dio creatore. Nella mitologia irochese, Athensic era una dea del cielo che cadde a terra durante la creazione della Terra. Molte culture hanno disegnato costellazioni tra le stelle nel cielo, usandole in associazione con leggende e mitologia sulle loro divinità.

## Fenomeni atmosferici
Alcuni fenomeni che si osservano talvolta nel cielo:
- l'arcobaleno è costituito da uno o due archi di cerchio colorati (arcobaleno primario e secondario) che si osservano nel cielo quando vi è una nuvola di goccioline d'acqua in sospensione, tipicamente dopo un temporale. Ciascun cerchio è costituito da bande di diversi colori: tradizionalmente si identificano sette colori.
- l'aurora boreale è una luminescenza colorata, molto spettacolare, causata dall'interazione tra il vento solare e il campo magnetico terrestre. Solitamente si osserva nelle regioni artiche e antartiche, vicino ai poli magnetici, ma talvolta si verificano aurore eccezionali visibili anche a latitudini più basse.
- il raggio verde si osserva talvolta per pochi secondi al tramonto: per poterlo vedere occorrono particolari condizioni atmosferiche e osservative.

Nubi enormi che spazzano il deserto del Mojave
Tramonto estivo nell'High Desert in California
Il cielo subito dopo il tramonto nell'High Desert
Nuvole che riflettono le ombre del tramonto ingigantendole nel cielo
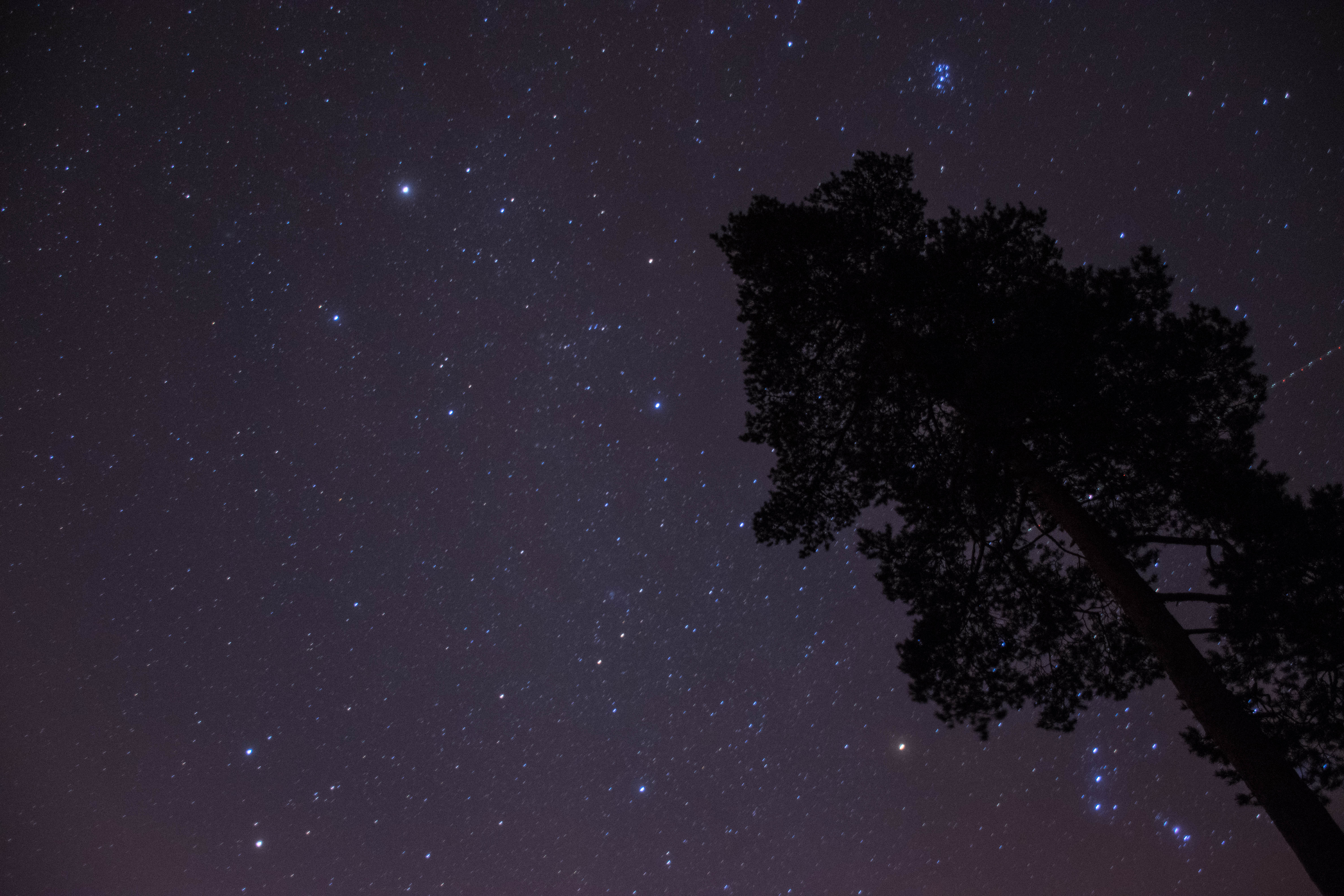
Cielo notturno trapunto di stelle
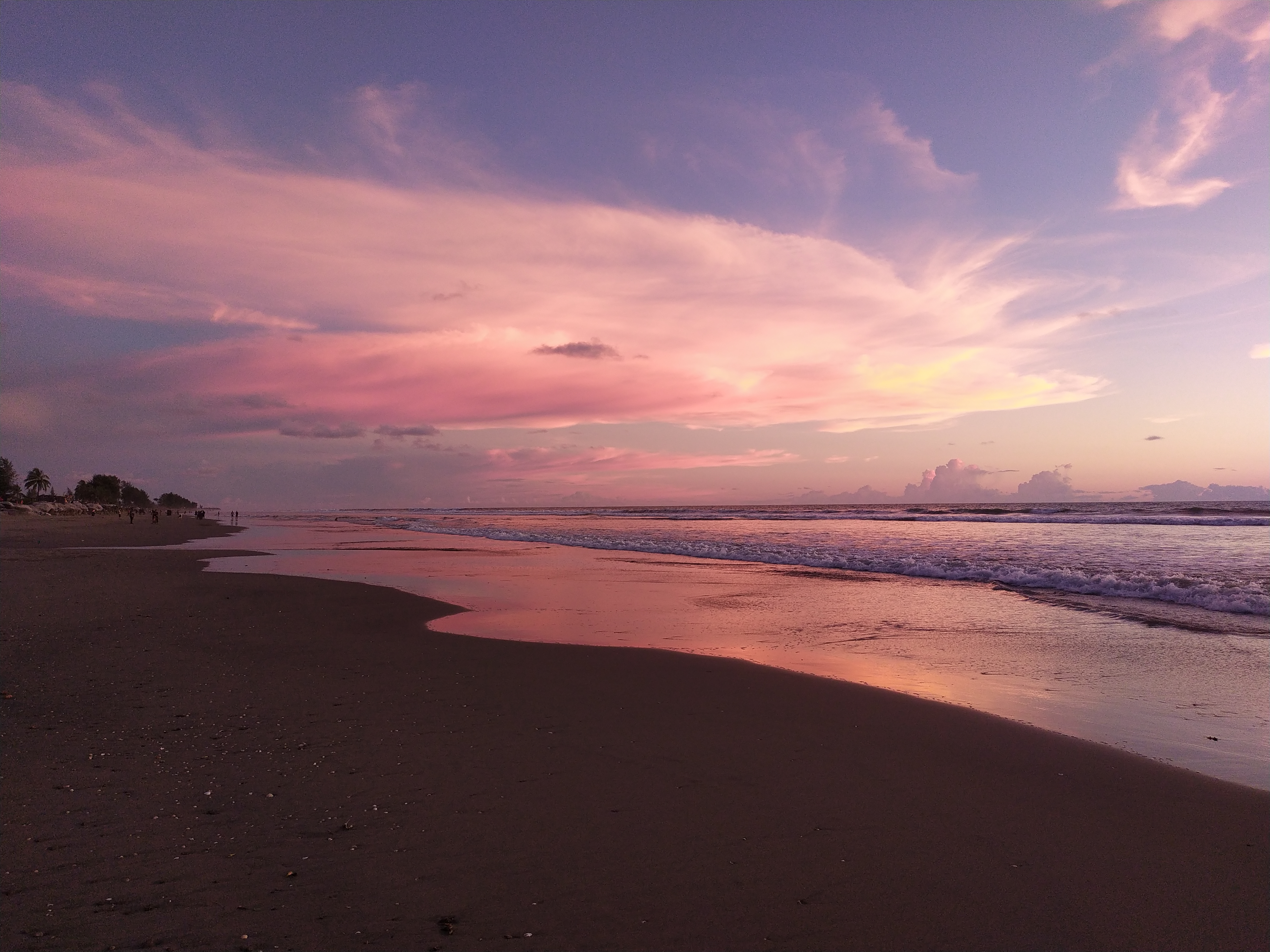
Cielo rosa
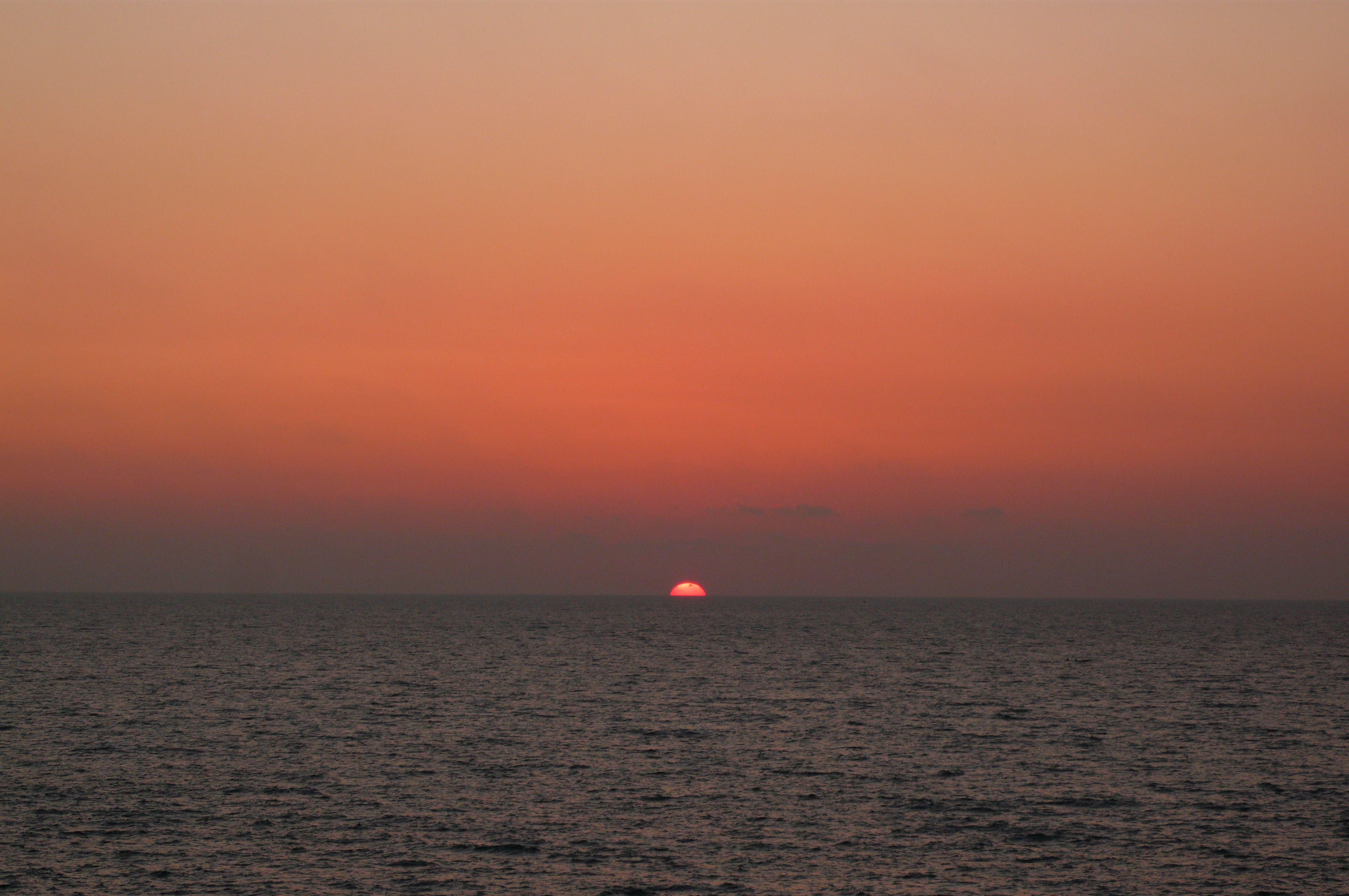
Cielo rosso al tramonto
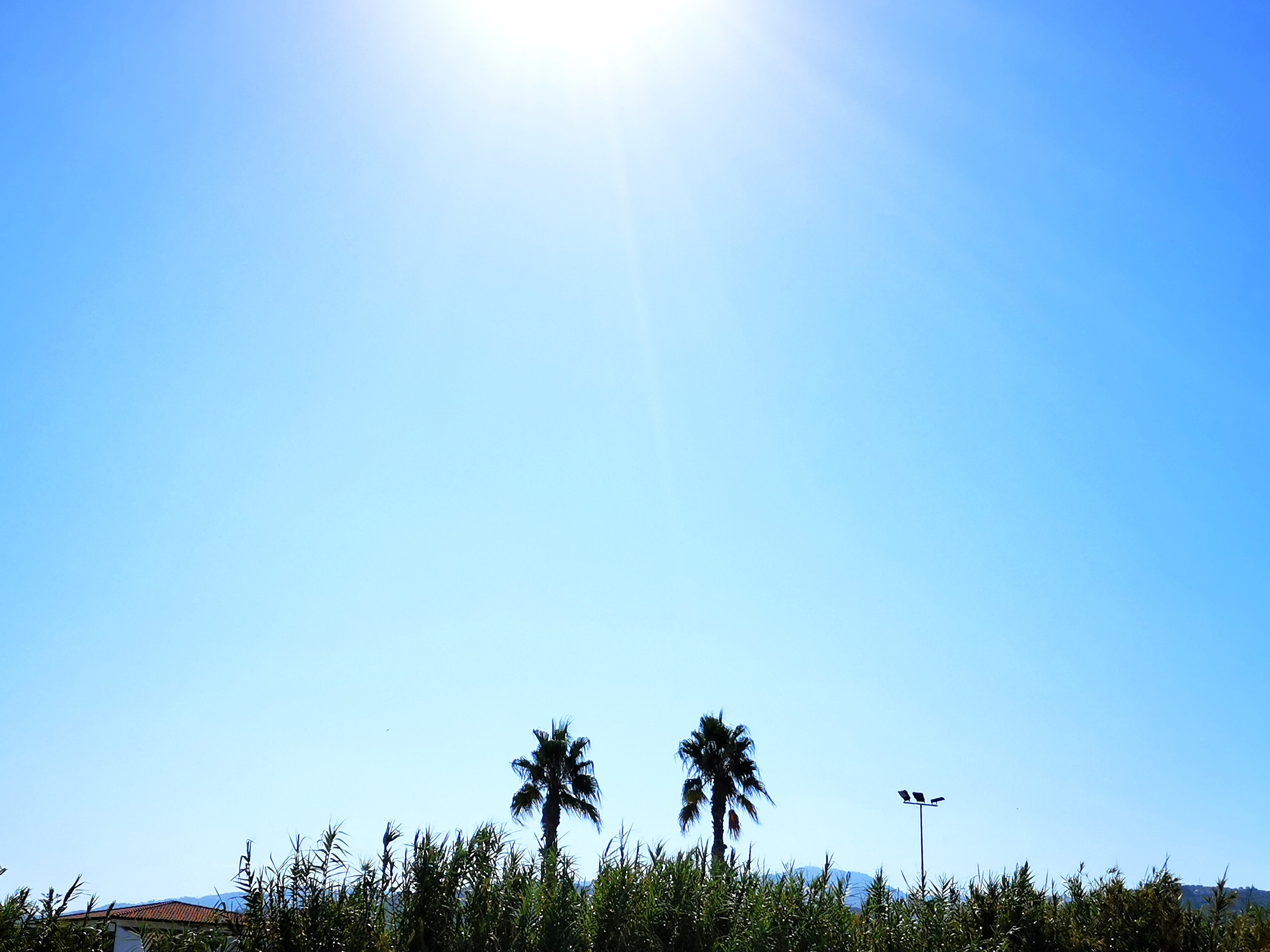
Celeste puro con cielo perfettamente limpido e sereno al mattino, a Torregrotta
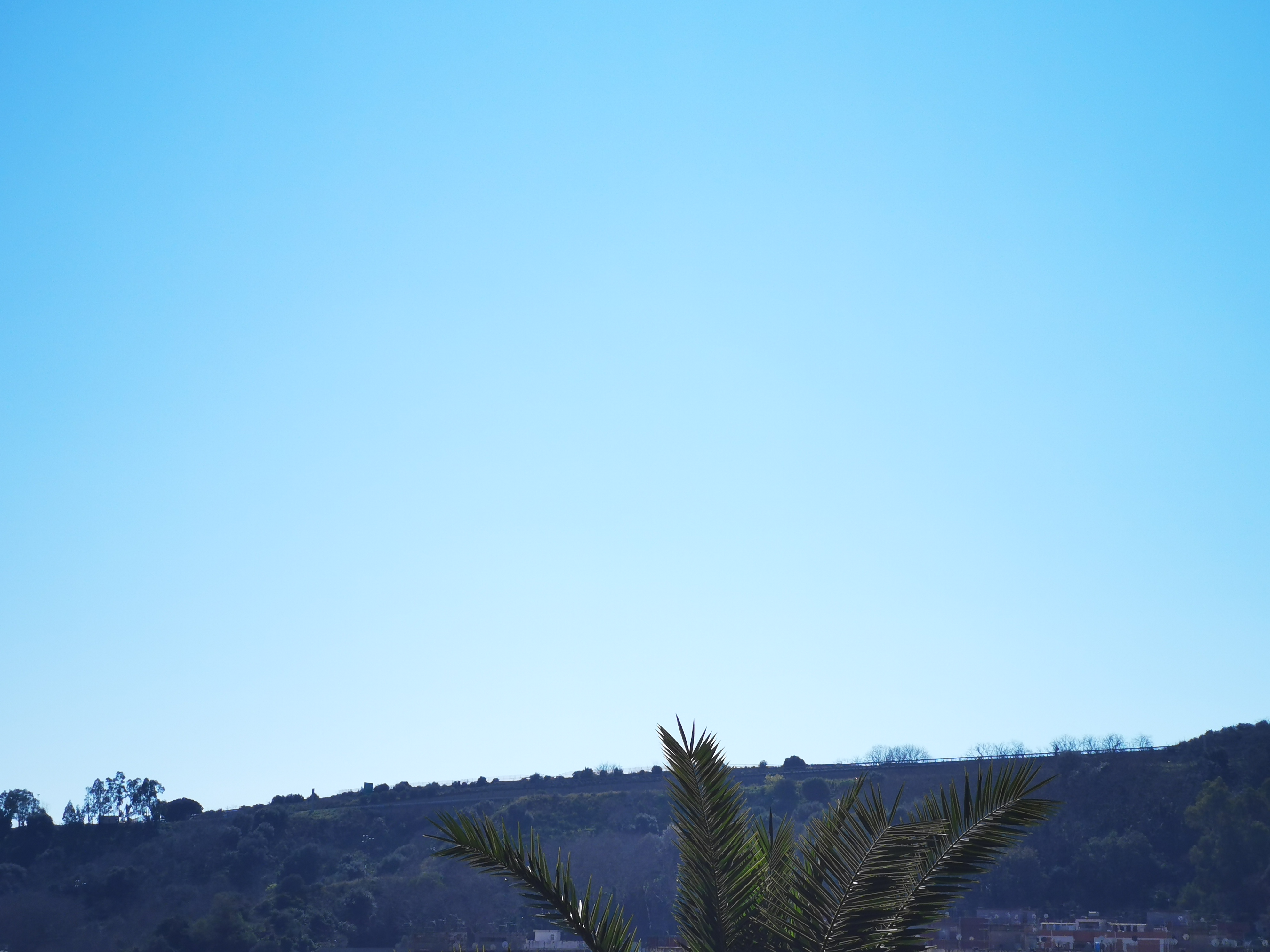
Primo piano con celeste puro all'orizzonte di Messina